# Spirou Charleroi in het seizoen 2021/22
Het seizoen 2021/2022 was het 33e jaar in het bestaan van basketbalclub Spirou Charleroi.

## Verloop
De club kwam uit in de nieuw opgerichte basketbalcompetitie van Nederland en België, de BNXT League. Charleroi verloor in de tweede ronde van de BNXT League waar ze onderuit gingen tegen Limburg United. Ze wisten zich te kwalificeren voor de eindfase van het landskampioenschap waarin ze in de kwartfinale verloren van de Leuven Bears. In de beker gingen ze onderuit in de achtste finale tegen de Leuven Bears.

## Ploeg
Antwerp Giants ·
Apollo Amsterdam ·
Aris Leeuwarden ·
BAL ·
Union Mons-Hainaut ·
Den Helder Suns ·
Donar ·
Feyenoord ·
Heroes Den Bosch ·
Kangoeroes Basket Mechelen ·
Landstede Hammers ·
Leuven Bears ·
Liège Basket ·
Limburg United ·
Okapi Aalst ·
Oostende ·
Phoenix Brussels ·
Spirou Charleroi ·
The Hague Royals ·
Yoast United ·
ZZ Leiden